# Bitch Boys
Bitch Boys var et dansk band der officielt blev dannet i 1997, og bestod af Anne Linnet, Berit Fridahl, Jette Schandorf og Rikke Veth.
Anne Linnet syntes ikke der var nok interessant dansk rockmusik i 1990'erne, så hun dannede Bitch Boys for, at fortsætte sin unikke tilgang til kvinderock. Dog syntes hun, at bandet "blev aldrig det helt store". Anne Linnet boede i Rom i 1995, den samme tid da hendes albummer Thorvaldsen og Pige træd varsomt blev lavet. Sporadisk arbejde på Bitch Boys fandt allerede sted i 1995. Debut-liveoptræden af Bitch Boys var 10. april 1997 i Helsingør. Det eneste album, Bitch Boys udgivet i 1997, modtog negativ omtale i pressen. Albummet Bitch Boys indeholder en coverversion af The Kinks' sang "You Really Got Me".

## Diskografi
- Bitch Boys (Mega Records, 1997)